# Гонсало де лос Сантос
Гонсало де лос Сантос (ісп. Gonzalo de los Santos, нар. 19 липня 1976, Сальто) — уругвайський футболіст, що грав на позиції півзахисника. По завершенні ігрової кар'єри — тренер.
Виступав, зокрема, за клуб «Пеньяроль», а також національну збірну Уругваю. Учасник чемпіонату світу 2002 року, Кубка конфедерацій 1997 року та Кубка Америки 1997 року.

## Клубна кар'єра
У дорослому футболі дебютував 1995 року виступами за «Пеньяроль». Гонсало почав кар'єру під час знаменитої «п'ятирічки», другої в історії клубу, коли команда протягом п'яти років поспіль вигравала чемпіонат Уругваю. Де лос Сантос застав три останніх чемпіонства в цій серії. Однак в 1997 році він став чемпіоном вже постфактум, оскільки в середині року переїхав до Іспанії, де провів один сезон за «Мериду». За сезон 1997/98 Гонсало зіграв у 31 матчі Ла Ліги, проте клуб зайняв 19 місце і понизився у класі.
Влітку 1998 року де лос Сантос перейшов у «Малагу», де у першому ж сезоні виграв з командою Сегунду, хоча і не був основним гравцем, проте у двох наступних сезонах, які клуб провів у Прімері, де лос Сантос був основним гравцем «анчоусів», зігравши 36 і 33 матчі відповідно. 
Влітку 2001 року уругваєць перейшов у «Валенсію», де в першому ж сезоні виграв чемпіонат Іспанії, хоча і не був основним гравцем, оскільки тренер «кажанів» Рафаель Бенітес, як правило, робив ставку на Пабло Аймара, Франсиско Руфете, Давіда Альбельду та Вісенте. Так і не ставши основним гравцем, Гонсало здавався в оренду до інших клубів Прімери «Атлетіко» та «Мальорки», причому в останньому клубі він возз'єднався з колишнім товаришем по «Валенсії» Хорхе Лопесом, який також перейшов на правах оренди незадовго до цього.
Перед сезоном 2006/07, після року без ігрової практики, Гонсало приєднався до «Еркулеса», де провів два сезони у Сегунді, після чого повернувся в рідний «Пеньяроль» 29 липня 2008 року. Після двох років виступів за «аурінегрос», де лос Сантос завершив кар'єру футболіста у віці 34 років.

## Виступи за збірну
25 серпня 1996 року дебютував в офіційних матчах у складі національної збірної Уругваю у зустрічі проти Японії (1:3). Наступного року у складі збірної був учасником розіграшу Кубка Америки 1997 року у Болівії та розіграшу Кубка конфедерацій 1997 року у Саудівській Аравії.
Згодом у складі збірної був учасником чемпіонату світу 2002 року в Японії і Південній Кореї. На турнірі його збірна зайняла 3-тє місце в своїй групі і вилетіла з турніру, а сам же де лос Сантос був дублером і з'явився на полі лише у зустрічі з Францією, коли на 71-й хвилині замінив Марсело Ромеро.
Протягом кар'єри у національній команді, яка тривала 10 років, провів у формі головної команди країни 33 матчі, забивши 1 гол.

## Кар'єра тренера
Розпочав тренерську кар'єру невдовзі по завершенні кар'єри гравця, 2013 року, очоливши тренерський штаб клубу «Мірамар Місьйонес». Наразі досвід тренерської роботи обмежується цим клубом.

## Титули і досягнення
- Чемпіон Уругваю (3):

Пеньяроль: 1995, 1996, 1997
- Чемпіон Іспанії (1):

Валенсія: 2001–02